# Чернышёв, Козьма Андреевич
Козьма Андреевич Чернышёв вариант имени Кузьма  (1867—1920) — крестьянин, депутат Государственной думы II созыва от Воронежской губернии.

## Биография
Крестьянин села Третьяки (ныне  Борисоглебского района Воронежской области). Имел лишь начальное образование. Занимался земледелием на участке земли площадью 1 десятина 15 квадратных сажен.
7 февраля 1907 года был избран в Государственную думу II созыва от общего состава выборщиков Воронежского губернского избирательного собрания. Вошёл в состав Трудовой группы и фракции Крестьянского союза. 
В первые годы после революции зарабатывал себе на жизнь кузнечным ремеслом. 
13 мая 1920 года арестован большевиками.
22 июля 1920 года приговорён к расстрелу.

### Архивы
- Российский государственный исторический архив. Фонд 1278. Опись 1 (2-й созыв). Дело 483; Дело 586. Лист 10.